# Hôtel de Bézieux
L'hôtel de Bézieux, ou de Rissy, ou de Longchamps est un hôtel particulier situé au n° 8 de la rue Mazarine, à Aix-en-Provence (France).

## Historique
Il fut construit dans les dernières années du XVIIe siècle pour Mme Alphonsine de Rissy.
Puis il fut acheté par Balthazar de Bézieux, magistrat à Aix, en 1712.

## Architecture
La façade date de l'époque Louis XVI. La porte d'entrée est encadrée de pilastres à chapiteaux doriques.

## Informations complémentaires
Le bâtiment est maintenant divisé en résidences privées et n'est pas ouvert à la visite.